# De Slimste Mens ter Wereld
De Slimste Mens ter Wereld is een televisiequiz met bekende Vlamingen waarvan tussen 2003 en 2024 22 reeksen zijn uitgezonden op Eén en Play4. De eerste reeks duurde zeven weken, waarvan zes weken voorronde en een finaleweek. De acht daaropvolgende reeksen bestonden telkens uit zeven weken voorronde en een finaleweek. Sinds de tiende reeks in 2012 wordt het programma uitgezonden op de zender Play4 (tot 2021 bekend als VIER) en duurt het programma tien weken, inclusief twee finaleweken. De eerste editie werd gepresenteerd door Bruno Wyndaele; nadien kwam de presentatie in handen van Erik Van Looy. In seizoen 19 werden 2 afleveringen gepresenteerd door Bart Cannaerts omdat Erik van Looy in november positief werd getest op COVID-19. Het Slimste Weekoverzicht, een compilatie van de afgelopen week en een blik achter de schermen, liep twee seizoenen en werd gepresenteerd door Gilles Van Bouwel en Élodie Ouédraogo.
De negende reeks, uitgezonden in het televisieseizoen 2010-2011, had de alternatieve titel De Allerslimste Mens ter Wereld. Hierin nam een selectie uit de beste kandidaten van de acht voorgaande edities het tegen elkaar op. De 20ste reeks, te zien in 2022, werd opnieuw onder de titel De Allerslimste Mens ter Wereld uitgezonden.
Vanaf 2024 is het programma in Nederland te zien via NPO Start en wordt uitgezonden door KRO-NCRV die ook de Nederlandse versie uitzendt.

## Concept
Elke aflevering wordt gespeeld met drie kandidaten. Speciaal aan de quiz is dat de kandidaten zeer associatief moeten denken. De meeste rondes bestaan uit vragen waarbij meerdere antwoorden gegeven moeten worden. De kandidaten moeten niet op zoek gaan naar de kleine weetjes, maar proberen die antwoorden te genereren die in het collectieve geheugen van de mensen zitten. Elke dag valt een van de drie deelnemers af; de andere twee komen de volgende dag terug, aangevuld met een nieuwe deelnemer. De deelnemer die het langste in het spel zit, neemt plaats in de zetel rechts in beeld. De nieuwkomer neemt plaats in de zetel links in beeld.
Punten worden in deze quiz uitgereikt in de vorm van seconden. Elke speler krijgt bij de start van de eerste ronde 60 seconden cadeau, waarna door het geven van goede antwoorden in de verschillende rondes een variabel aantal seconden verdiend kan worden. Bij alle rondes behalve de eerste gaan er echter ook seconden af terwijl de kandidaat nadenkt. Indien de speler in kwestie geen of niet alle benodigde oplossingen weet, is het dus de bedoeling dat deze zo snel mogelijk "pas" of "stop" zegt. Soms kan het echter ook opportuun zijn om nog iets langer na te denken, bijvoorbeeld wanneer er zeer veel seconden horen bij een bepaald antwoord, of uit strategisch oogpunt, zoals in het finalespel. De kandidaat die na de laatste ronde de meeste seconden heeft, wint de aflevering en is voor een dag De Slimste Mens ter Wereld. De twee overgebleven kandidaten moeten in het finalespel spelen voor een plaats in de volgende aflevering.
Tijdens de laatste twee weken (of de laatste week in de eerste negen seizoenen) komen de deelnemers met de meeste deelnames een voor een terug als nieuwe deelnemer, te beginnen bij degene die het laagst in dat topklassement staat (bij een ex aequo telt het aantal gewonnen deelnames, en indien nodig ook de meeste seconden behaald in alle afleveringen). Zij strijden samen met de twee laatst ingestroomde kandidaten uit de voorrondes verder voor eindwinst. Indien een of twee spelers uit dat topklassement niet zijn uitgeschakeld na afloop van de voorrondes, kunnen ook de negende en de tiende beste kandidaten (of de vijfde en zesde beste in de eerste negen seizoenen) terugkeren in het spel. De kandidaat die in de laatste aflevering het finalespel wint, wordt tot De Slimste Mens ter Wereld gekroond.

## Spelrondes
Wie is de Slimste Mens ter Wereld? Wie weet dat [... ludiek weetje ...] en dat [... ludiek weetje ...]? Eén ding is zeker: het is niet [... naam van de in de vorige aflevering uitgeschakelde kandidaat ...]. Is het dan misschien [... introductie van kandidaat die het finalespel overleefde ...]? Of is het [... introductie van kandidaat die de vorige aflevering won...]? Zij worden uitgedaagd door [... introductie van de nieuwe kandidaat in de linkerzetel ...]. Welkom bij de Slimste Mens ter Wereld (!) 
 

[... in eerdere seizoenen werden, na de kandidaten, ook de juryleden komisch aangekondigd met rijm ...]
— Inleiding door presentator Erik Van Looy die altijd op dezelfde manier verloopt, met rijm.

### 3-6-9
De eerste ronde bestond tot en met seizoen 16 uit 15 vragen. Vanaf seizoen 17 werd de ronde ingekort tot 12 vragen. Dit zijn klassieke quizvragen, die vergezeld kunnen zijn van een audio- of videofragment. Elke derde vraag (dus vraag 3, 6, 9 en 12) levert 10 seconden op voor de kandidaat die het goede antwoord geeft. Bij een fout antwoord mag de volgende een antwoord geven. Als geen van de kandidaten het juiste antwoord weet, gaan de 10 seconden verloren en geeft de quizmaster de oplossing. In deze ronde wordt er gewoon van links naar rechts in beeld gespeeld. Links in beeld zit altijd de nieuwkomer in het spel; rechts in beeld zit de kandidaat die op dat ogenblik al het grootst aantal achtereenvolgende afleveringen meespeelt. Soms kan het gebeuren dat alle kandidaten, ongeacht wie aan de beurt was, na elkaar een antwoord mogen geven. Dit kan bij een zogenaamde "doe"-vraag zijn (waarbij een opdracht zo nauwkeurig mogelijk volbracht moet worden) of bij een "gok"-vraag (vaak zo dicht mogelijk een ludiek weetje/getal benaderen). Telkens wint degene die het dichtste bij het juiste antwoord zit.
Deze ronde is de enige waarbij nadenken geen seconden kost, dus spelers houden altijd minimaal het startaantal van 60 over. Door het gebrek aan tijdsdruk en door het gering aantal seconden dat te verdienen valt, is deze rustige ronde een kennismakingsmoment waarbij het maken van grappen (door de presentator, de jury en de kandidaten) vaak de bovenhand neemt ten opzichte van de eigenlijke quiz. Het is ook de enige ronde waarin de jury het spelverloop kan beïnvloeden door de winnaar van de "doe"-vraag te kiezen.

### Open deur
In deze ronde krijgt elke kandidaat een vraag die via een videoboodschap wordt gesteld door een extern persoon, meestal een bekende Vlaming. Vaak is de opgave terug te koppelen naar de leefwereld van de vraagsteller in kwestie, maar soms liggen de raakvlakken ook minder voor de hand. De persoon die zich in de tussenstand op de laatste plaats bevindt, mag als eerste een van de drie vragen kiezen op basis van de identiteit van de vraagstellers. Nadien heeft de tweede speler in de tussenstand nog de keuze tussen twee vragen; de op dat moment beste speler krijgt de overgebleven vraag.
Elke vraag kent vier antwoorden die elk 20 seconden opleveren. In deze ronde kost nadenken ook seconden van de spelende kandidaat. Als een kandidaat stopt voordat alle vier antwoorden gegeven zijn, dan mogen de andere kandidaten proberen de lijst af te maken beginnend met diegene met het minst aantal seconden. Als de kandidaat geen antwoorden meer weet, moet die "pas" of "stop" zeggen.

### Puzzel
In deze ronde komen drie puzzels aan bod van telkens twaalf verschillende woorden, benamingen of zinsdelen. Er horen per puzzel steeds vier verschillende omschrijvingen of trefwoorden bij elkaar, wat resulteert in drie verbanden die de kandidaten moeten terugvinden. Per gevonden verband worden de bijbehorende trefwoorden geschrapt. De kandidaat met de laagste score in de tussenstand na ronde 2 krijgt de eerste puzzel toegekend; de kandidaat met de hoogste score na de eerste puzzel, moet de laatste puzzel oplossen.
In de eerste seizoenen leverde elk gevonden verband de kandidaat 20 seconden op. Nadat de kandidaat klaar was met zijn puzzel, werd meteen de oplossing overlopen, ook al waren niet alle verbanden gevonden. De andere kandidaten kregen dus niet de kans om de puzzel af te maken en op die manier extra seconden te verdienen. Vanaf het vijfde seizoen levert elk gevonden verband 30 seconden op en krijgen de tegenkandidaten wél de kans om de puzzel te voltooien nadat hun voorganger heeft gepast. In dat geval komt eerst de tegenkandidaat met de op dat moment laagste score aan bod en nadien eventueel nog de andere kandidaat. De oplossing van een puzzel wordt pas overlopen wanneer alle drie de verbanden zijn teruggevonden of, indien dat niet is gelukt, wanneer alle drie de kandidaten hun kans hebben mogen wagen.

### Ingelijst/Galerij
De ronde Ingelijst werd gespeeld in de eerste vier seizoenen. In deze ronde wordt er met lijstjes gespeeld. De kandidaten geven om de beurt één antwoord uit de lijst en kunnen per goed antwoord 10 seconden verdienen. Er zijn in totaal drie vragen waarin de drie kandidaten telkens om de beurt een antwoord mogen aanvullen. De laatste in de stand mag telkens beginnen, daarna wordt er gewoon het rijtje afgegaan van links naar rechts (onafhankelijk dus van de scores). Als een kandidaat past of een fout antwoord geeft, mag die niet meer deelnemen aan de huidige vraag. Wanneer er nog maar één kandidaat actief is, mag die blijven doorspelen tot hij of zij moet passen of een fout antwoord geeft of tot alle antwoorden van de lijst zijn gegeven.
Vanaf de vijfde reeks werd deze lijstjesronde vervangen door de Galerij, waarin elke kandidaat een reeks van tien foto's of tekeningen te zien krijgt die hij of zij moet herkennen. De afbeeldingen hebben altijd een gezamenlijk thema; dit thema snel achterhalen kan helpen om sneller de juiste antwoorden te vinden. Heeft de kandidaat niet alle foto's herkend, dan mogen de andere kandidaten de reeks proberen aan te vullen, maar zij krijgen de foto's niet meer opnieuw te zien. In het vijfde en zesde seizoen leverde ook hier elk goed antwoord 10 seconden op. In het zevende seizoen werd dat veranderd in 15 seconden, maar in seizoen acht werd dit teruggedraaid. Vanaf seizoen negen werden het echter opnieuw 15 seconden. In tegenstelling tot de Ingelijst-ronde wordt er bij het aanvullen wél gekeken naar de scores. De laatste in de stand mag altijd als eerste aanvullen.

### Collectief geheugen
Iedere kandidaat krijgt een geschiedkundig filmpje te zien en moet hieruit vervolgens vijf kernwoorden trachten te determineren. De thema's die aan bod komen zijn heel gevarieerd en kunnen ook actueel zijn. Als de kandidaat past, dan mag de kandidaat met de op dat moment laagste score proberen de lijst te vervolledigen. Indien er dan nog kernwoorden overblijven, krijgt wederom de derde kandidaat nog een kans.
Het eerste goede antwoord levert 10 seconden op, het tweede 20, het derde 30, het vierde 40 en het vijfde antwoord levert ten slotte 50 seconden op. De punten zijn niet gekoppeld aan een vast antwoord, waardoor een simpel antwoord soms nog 50 seconden kan opleveren voor een kandidaat die mag aanvullen. Door deze manier van secondewerving wordt de winnaar van de aflevering vaak pas bepaald door de allerlaatste vraag. De kandidaat die aan het einde van deze ronde het hoogste aantal seconden heeft verzameld, plaatst zich rechtstreeks voor de volgende aflevering. De twee overige kandidaten moeten het finalespel spelen.

### Finale
In de finale staat de presentator vlak bij de twee overgebleven kandidaten rond een kleine tafel, en wordt de jury niet meer in beeld gebracht om de spanning te verhogen.
Tijdens deze ronde stelt de presentator steeds de vraag: "Wat weet je over..." waarbij telkens vijf trefwoorden moeten worden geraden. Anders dan in de vorige spelrondes, leveren goede antwoorden hier geen extra seconden op, maar worden per gevonden trefwoord 20 seconden afgetrokken van de score van de tegenstander. Tegelijkertijd tikt het aantal seconden nog steeds weg zolang een kandidaat aan de beurt is. Wie als eerste op nul seconden eindigt, verliest en moet het spel verlaten. De winnende speler mag net als de dagwinnaar doorstromen naar de volgende aflevering.
Bij iedere nieuwe vraag geldt dat de kandidaat met het op dat moment laagste aantal seconden, als eerste de kans krijgt om te antwoorden. Wanneer deze kandidaat "stop" roept, krijgt de tegenkandidaat een vervolgbeurt waarin hij de trefwoordenlijst mag trachten te vervolledigen. Wanneer een nieuwe vraag wordt gesteld bij een gelijk aantal seconden, gaat de beurt naar de kandidaat die bij de vorige vraag het laatst aan bod kwam.
Vaak vormt tactisch inzicht een belangrijk onderdeel van de slaagkans in deze ronde. Een kandidaat die de tussenstand in de gaten houdt, kan het spelverloop beïnvloeden door op een welbepaald moment zijn beurt te beëindigen. Zo kan hij bijvoorbeeld tijdens een vervolgbeurt zijn aantal seconden tot vlak onder het aantal van de tegenstander laten zakken, zodat hijzelf bij de volgende vraag als eerste aan bod komt.

## Klassement en finaleweken
Doorheen het spelseizoen wordt een klassement bijgehouden van de deelnemers die dat seizoen het meest aantal afleveringen hebben meegespeeld. Daarvan wordt bij een ex aequo de speler die daarbij het vaakst heeft gewonnen (en dus het minst vaak het finalespel heeft moeten spelen) bovenaan geplaatst. Indien er dan nog steeds meerdere personen op dezelfde plaats staan, wordt gekeken naar het aantal verzamelde seconden van iedere persoon over het volledige seizoen (vóór aanvang van het finalespel).
Het klassement is van belang voor de twee zogenaamde "finaleweken" (dit was slechts één week in de eerste negen seizoenen), die aan het einde van het seizoen worden gespeeld. Hierin komt de top 8 (in de eerste negen seizoenen de top 4) opnieuw aan bod. De finaleweken starten met de twee spelers die de laatste reguliere aflevering hebben overleefd, aangevuld door de speler die op de achtste plaats in het klassement is geëindigd. Naar analogie met de reguliere afleveringen, valt aan het einde weer iemand af en wordt die de volgende aflevering vervangen door de speler die op de zevende plaats stond, enzovoort.
Een speler die de laatste reguliere aflevering doorstaat en daarbij binnen het topklassement eindigt, kan niet rechtstreeks doorstromen naar de eerste aflevering van de finaleweken, aangezien de topspelers daarbij in de hierboven omschreven volgorde dienen terug te keren. Deze regel maakt dat er in uitzonderlijke gevallen slechts één of zelfs geen enkele speler zou overblijven om het in de eerste aflevering van de finaleweken op te nemen tegen de achtste beste speler. In zulke gevallen wil het reglement dat het topklassement wordt uitgebreid met een negende en zo nodig ook een tiende beste speler (de vijfde en zesde beste speler in de eerste negen seizoenen), om op die manier alsnog de aflevering met drie spelers te kunnen aanvatten.
In de laatste aflevering van de finaleweken (en dus ook van het gehele seizoen op zich), wordt het spelverloop eenmalig aangepast. Na de voorrondes wordt geen dagwinnaar bekroond, maar valt de speler met het minst aantal seconden af. De twee spelers met de meeste seconden mogen vervolgens in het finalespel strijden om de titel van De Slimste Mens ter Wereld, die na afloop plechtig wordt toegekend door de jury in de vorm van een oorkonde.

## Presentatie

### De Slimste Mens ter Wereld
- Bruno Wyndaele (2003)
- Erik Van Looy (2004-heden)
- Bart Cannaerts (2021) - 2 afleveringen (invallend voor Erik)

### Het Slimste Weekoverzicht
- Gilles Van Bouwel (2017-2018)
- Élodie Ouédraogo (2017-2018)

## Deelnemers

### Winnaars
| Seizoen | Jaargang | Deelnemers | Winnaar               |
| ------- | -------- | ---------- | --------------------- |
| 1       | 2003     | 26         | Alain Grootaers       |
| 2       | 2004     | 30         | Stany Crets           |
| 3       | 2005     | 30         | Bert Kruismans        |
| 4       | 2006     | 30         | Wouter Deprez         |
| 5       | 2007     | 30         | Steven Van Herreweghe |
| 6       | 2008     | 30         | Annelies Rutten       |
| 7       | 2009     | 32         | Freek Braeckman       |
| 8       | 2010     | 28         | Linda De Win          |
| 9       | 2011     | 30         | Bert Kruismans        |
| 10      | 2012     | 34         | Tomas Van Den Spiegel |
| 11      | 2013     | 30         | Gilles De Coster      |
| 12      | 2014     | 33         | Adil El Arbi          |
| 13      | 2015     | 34         | Tom Waes              |
| 14      | 2016     | 34         | Gilles Van Bouwel     |
| 15      | 2017     | 34         | Xavier Taveirne       |
| 16      | 2018     | 32         | Peter Van de Veire    |
| 17      | 2019     | 34         | Lieven Scheire        |
| 18      | 2020     | 34         | Catherine Van Eylen   |
| 19      | 2021     | 34         | Geert Meyfroidt       |
| 20      | 2022     | 34         | Danira Boukhriss      |
| 21      | 2023     | 34         | Guga Baúl             |
| 22      | 2024     | 34         | Aster Nzeyimana       |
| 23      | 2025     | 34         |                       |

In seizoen 9 en 20 kwamen de beste kandidaten van de voorbije seizoenen uit in De Allerslimste Mens ter Wereld. Bert Kruismans is de enige speler die ooit zowel de Slimste als de Allerslimste Mens ter Wereld werd.

### Meeste afleveringen
In het eerste seizoen waren Tom Lenaerts en Paul D'Hoore de eerste twee kandidaten ooit die een eerste aflevering overleefden. Lenaerts werd uitgeschakeld bij zijn tweede deelname. D'Hoore overleefde nadien als eerste kandidaat ooit een tweede, een derde, een vierde, een vijfde en een zesde aflevering. Hij werd uitgeschakeld bij zijn zevende deelname. In datzelfde seizoen werd Alain Grootaers meteen de nieuwe recordhouder: hij overleefde als eerste ooit een zevende, een achtste en een negende aflevering. Hij werd uitgeschakeld bij zijn tiende deelname. Grootaers kwam in de finaleweek als laatste terug en won het seizoen.
Bert Kruismans was in het derde seizoen de eerste speler die tien afleveringen kon overleven. Hij werd uitgeschakeld bij zijn elfde deelname. Kruismans kwam in de finaleweek als laatste terug en won het seizoen. Na Kruismans konden zeven spelers zijn record evenaren: Annelies Rutten (in seizoen 6), Freek Braeckman en Lieven Verstraete (in seizoen 7), Linda De Win en Peter Vandermeersch (in seizoen 8), Eva Brems (in De Allerslimste Mens) en Otto-Jan Ham (in seizoen 10). Zij werden echter alle zeven uitgeschakeld bij hun elfde deelname, vaak omwille van zenuwen of door het maken van slechte tactische keuzes in het finalespel. Zo ontstond er een ware vloek rond die elfde deelname.
Pas tien jaar na het gevestigde record van Kruismans werd Gert Verhulst in het twaalfde seizoen de eerste speler ooit die elf opeenvolgende afleveringen kon overleven. Hij kon evenwel geen twaalfde keer deelnemen omdat hij dit record vestigde in de laatste reguliere aflevering. Verhulst keerde als laatste terug in de finaleweken en speelde uiteindelijk wel als eerste ooit een twaalfde aflevering zonder voordien een finalespel te hebben verloren. In de seizoensfinale moest hij de duimen leggen voor verliezend finalist Bart De Pauw en eindwinnaar Adil El Arbi. Omdat in de finale-aflevering enkel de twee beste spelers het tegen elkaar opnemen in het finalespel, slaagde Verhulst er dat seizoen in om geen enkel finalespel te verliezen. Eerder had Bert Kruismans hem dit al voorgedaan (in seizoen 1 van De Allerslimste Mens) en nadien wisten ook Peter Van de Veire (in seizoen 16), Lieven Scheire (in seizoen 17) en Danira Boukhriss Terkessidis (in seizoen 2 van De Allerslimste Mens) dit te presteren. Zij wonnen ook alle vier hun seizoen, maar deden allemaal voor de tweede keer mee en verloren ooit minstens één finalespel bij hun eerste deelname aan de quiz. In 2022 verloor Verhulst echter wel een finalespel, hij blijft wel de enige deelnemer in de geschiedenis van het spel die nooit een finalespel heeft verloren bij zijn eerste deelname aan de quiz.
Vier jaar na het gevestigde record van Verhulst werd Julie Colpaert in het zestiende seizoen de tweede deelnemer ooit om een elfde opeenvolgende aflevering te overleven. In tegenstelling tot Verhulst kon zij die twaalfde aflevering wel spelen en zo werd zij de eerste deelnemer in de geschiedenis van het spel die twaalf opeenvolgende afleveringen speelde zonder onderbreking. Colpaert werd uitgeschakeld bij haar twaalfde deelname.
Pas zes jaar na het gevestigde record van Verhulst kon Ella Leyers in het achttiende seizoen haar twaalfde opeenvolgende aflevering overleven. Zij was meteen ook de eerste speler ooit die dagwinnaar kon worden bij een elfde deelname, en ook bij haar twaalfde deelname werd zij dagwinnaar. Leyers stelde het record meteen op scherp door in totaal zeventien afleveringen te overleven. Zij werd uiteindelijk uitgeschakeld bij haar achttiende deelname.
Sinds 2024 is het record van Leyers verbroken door een nieuwe recordhoudster. Daphne Agten wist in het 22e seizoen 19 afleveringen te overleven. De reeks van Agten stopte doordat de finaleweken startten.
| Aantal opeenvolgende afleveringen gespeeld | Deelnemer                     | Seizoen    |
| ------------------------------------------ | ----------------------------- | ---------- |
| 19 opeenvolgende afleveringen              | Daphne Agten*                 | Seizoen 22 |
| 18 opeenvolgende afleveringen              | Ella Leyers                   | Seizoen 18 |
| 17 opeenvolgende afleveringen              | Bart Cannaerts                | Seizoen 20 |
| 12 opeenvolgende afleveringen              | Julie Colpaert                | Seizoen 16 |
| 12 opeenvolgende afleveringen              | Danira Boukhriss Terkessidis* | Seizoen 20 |
| 11 opeenvolgende afleveringen              | Bert Kruismans                | Seizoen 3  |
| 11 opeenvolgende afleveringen              | Annelies Rutten               | Seizoen 6  |
| 11 opeenvolgende afleveringen              | Freek Braeckman               | Seizoen 7  |
| 11 opeenvolgende afleveringen              | Lieven Verstraete             | Seizoen 7  |
| 11 opeenvolgende afleveringen              | Linda De Win                  | Seizoen 8  |
| 11 opeenvolgende afleveringen              | Peter Vandermeersch           | Seizoen 8  |
| 11 opeenvolgende afleveringen              | Eva Brems                     | Seizoen 9  |
| 11 opeenvolgende afleveringen              | Otto-Jan Ham                  | Seizoen 10 |
| 11 opeenvolgende afleveringen              | Gert Verhulst*                | Seizoen 12 |
| 11 opeenvolgende afleveringen              | Tom Waes                      | Seizoen 13 |
| 11 opeenvolgende afleveringen              | Olga Leyers                   | Seizoen 14 |
| 10 opeenvolgende afleveringen              | Alain Grootaers               | Seizoen 1  |
| 10 opeenvolgende afleveringen              | Bart De Wever                 | Seizoen 7  |
| 10 opeenvolgende afleveringen              | Bent Van Looy                 | Seizoen 8  |
| 10 opeenvolgende afleveringen              | Gilles Van Bouwel             | Seizoen 14 |

*Deelnemer werd niet uitgeschakeld, maar moest het spel verlaten wegens het begin van de finaleweken.

### Hoogste scores
Tine Embrechts behaalde in haar eerste aflevering in seizoen 19 een nieuwe topscore met 667 seconden. Zij deed daarmee 2 seconden beter dan Liesbeth Van Impe, die in de laatste reguliere aflevering van seizoen 18 een score van 665 seconden behaalde. 
| Nr. | Score | Deelnemer         | Seizoen    |
| --- | ----- | ----------------- | ---------- |
| 1.  | 667 s | Tine Embrechts    | Seizoen 19 |
| 2.  | 665 s | Liesbeth Van Impe | Seizoen 18 |
| 3.  | 661 s | Jennifer Heylen   | Seizoen 18 |
| 4.  | 635 s | Robin Pront       | Seizoen 21 |
| 5.  | 614 s | Wiam              | Seizoen 19 |
| 6.  | 603 s | Daphne Agten      | Seizoen 22 |
| 7.  | 602 s | Guga Baúl         | Seizoen 21 |
| 8.  | 601 s | Jacotte Brokken   | Seizoen 21 |
| 9.  | 598 s | Merol             | Seizoen 19 |
| 10. | 598 s | Michèle Cuvelier  | Seizoen 16 |

## Jury
Een vast element in de quiz is de tussenkomst van de zogenaamde jury, die ook zichtbaar in beeld verschijnt en op variabele momenten in dialoog treedt met de kandidaten en/of de presentator. De rol van de jury beperkt zich veelal tot het leveren van humoristische commentaren en zelden tot het oordelen over de juistheid van een gegeven antwoord. De jury heeft wel een oordelende rol bij de zogenaamde "doe"-vragen. Hierbij moeten de kandidaten een geluid of beweging uitbeelden, waarna de jury beslist wie dit het beste heeft gedaan. In de finaleronde is de jury niet meer in beeld aanwezig.
Gedurende de eerste zeven jaargangen was de jury een eenmansrol. Het jurylid zat dan in een aparte zetel. Vanaf seizoen 8 bestaat de jury steeds uit een duo. Deze zitten aan de jurytafel, links op de set.
Vanaf seizoen 9 werd binnen het juryduo een onderscheid gemaakt tussen een vast jurylid dat zeer frequent terugkeert en een aanvullend jurylid (ook weleens de gastjury genoemd). Het vaste jurylid neemt aan de jurytafel steeds plaats links in beeld. Bij uitzondering, meestal in de eerste en laatste aflevering van het seizoen, werd het duo gevormd uit twee vaste juryleden. Vanaf seizoen 16 wordt dit onderscheid niet meer gemaakt.
| Seizoen    | Jaargang | Vast jurylid | Aanvullend jurylid |
| ---------- | -------- | --- | --- |
| Seizoen 1  | 2003     | Marc Reynebeau | — |
| Seizoen 2  | 2004     | Marc Reynebeau | — |
| Seizoen 3  | 2005     | Marc Reynebeau | — |
| Seizoen 4  | 2006     | Marc Reynebeau | — |
| Seizoen 5  | 2007     | Rik Torfs | — |
| Seizoen 6  | 2008     | Rik Torfs | — |
| Seizoen 7  | 2009     | Rik Torfs | — |
| Seizoen 8  | 2010     | Afwisselende duo's gevormd uit Sien Eggers, Mark Eyskens, Frank Focketyn, Philippe Geubels, Kamagurka, Gunter Lamoot, Guy Mortier, Louis Tobback en Urbanus. | Afwisselende duo's gevormd uit Sien Eggers, Mark Eyskens, Frank Focketyn, Philippe Geubels, Kamagurka, Gunter Lamoot, Guy Mortier, Louis Tobback en Urbanus. |
| Seizoen 9  | 2011     | Afwisselend Philippe Geubels en Guy Mortier. | Afwisselend Sien Eggers, Frank Focketyn, Walter Grootaers, Gunter Lamoot, Tom Lenaerts, Nathalie Meskens, Élodie Ouédraogo, Miet Smet, Annemie Struyf, Louis Tobback, Adriaan Van den Hoof, Rob Vanoudenhoven en Frieda Van Wijck. |
| Seizoen 10 | 2012     | Philippe Geubels | Afwisselend Frans Bauer, Astrid Coppens, Herman De Croo, Sven de Leijer, Wouter Deprez, Tine Embrechts, Frank Focketyn, Walter Grootaers, Martin Heylen, Jani Kazaltzis, Karl-Heinz Lambertz, Guy Mortier, Natalia, Henk Rijckaert, Lieven Scheire, Annemie Struyf, Rik Torfs, Jean Paul Van Bendegem, Bruno Vanden Broecke, Adriaan Van den Hoof, Frank Vander linden, Jonas Van Geel en Steven Van Herreweghe.                                                                                           |
| Seizoen 11 | 2013     | Afwisselend Philippe Geubels, Lieven Scheire en Bruno Vanden Broecke. | Afwisselend Guga Baúl, Johan Boskamp, Astrid Coppens, Bart Cannaerts, Clara Cleymans, Paulien Cornelisse, Jelle De Beule, Wouter Deprez, Stefaan Degand, Frank Focketyn, Jonas Geirnaert, Wim Helsen, Jan Hoet, Piet Huysentruyt, Jani Kazaltzis, Natalia, Henk Rijckaert, Sergio of een tweede vast jurylid in de eerste of laatste aflevering. |
| Seizoen 12 | 2014     | Afwisselend Herman Brusselmans, Bart Cannaerts, Philippe Geubels, Lieven Scheire en Bruno Vanden Broecke. | Afwisselend Ruth Beeckmans, William Boeva, Jelle De Beule, Stefaan Degand, Frank Focketyn, Jonas Geirnaert, Jeroom, Jani Kazaltzis, Henk Rijckaert, Adriaan Van den Hoof, Steven Van Herreweghe of een tweede vast jurylid. |
| Seizoen 13 | 2015     | Afwisselend Ruth Beeckmans, Herman Brusselmans, Bart Cannaerts, Philippe Geubels en Jeroom. | Afwisselend Jelle De Beule, Stefaan Degand, Sven de Leijer, Bart De Pauw, Adil El Arbi, Pedro Elias, Jonas Geirnaert, Marc-Marie Huijbregts, Jani Kazaltzis, Sam Louwyck, Adriaan Van den Hoof, Sarah Vandeursen of een tweede vast jurylid. |
| Seizoen 14 | 2016     | Afwisselend Herman Brusselmans, Maaike Cafmeyer, Philippe Geubels, Marc-Marie Huijbregts en Jeroom. | Afwisselend Jandino Asporaat, Ruth Beeckmans, Bart Cannaerts, Karen Damen, Stefaan Degand, Sven de Leijer, Wouter Deprez, Pedro Elias, Lukas Lelie, Tom Waes of een tweede vast jurylid. |
| Seizoen 15 | 2017     | Afwisselend Bart Cannaerts, Karen Damen, Stefaan Degand, Sven de Leijer, Jonas Geirnaert, Philippe Geubels, Wim Helsen, Marc-Marie Huijbregts, Jeroom en Jan Jaap van der Wal. | Afwisselend Jandino Asporaat, Maaike Cafmeyer, James Cooke, Pedro Elias, Sam Gooris, Adriaan Van den Hoof, Rik Verheye of een tweede vast jurylid. |
| Seizoen 16 | 2018     | Afwisselende duo's gevormd uit Ruth Beeckmans, Herman Brusselmans, Bart Cannaerts, James Cooke, Karen Damen, Stefaan Degand, Sven de Leijer, Jens Dendoncker, Pedro Elias, Jonas Geirnaert, Philippe Geubels, Wim Helsen, Marc-Marie Huijbregts, Jeroom, Wim Opbrouck, Barbara Sarafian, Adriaan Van den Hoof, Rik Verheye en Jan Jaap van der Wal. | Afwisselende duo's gevormd uit Ruth Beeckmans, Herman Brusselmans, Bart Cannaerts, James Cooke, Karen Damen, Stefaan Degand, Sven de Leijer, Jens Dendoncker, Pedro Elias, Jonas Geirnaert, Philippe Geubels, Wim Helsen, Marc-Marie Huijbregts, Jeroom, Wim Opbrouck, Barbara Sarafian, Adriaan Van den Hoof, Rik Verheye en Jan Jaap van der Wal. |
| Seizoen 17 | 2019     | Afwisselende duo's gevormd uit Herman Brusselmans, Maaike Cafmeyer, Bart Cannaerts, James Cooke, Jelle De Beule, Stefaan Degand, Sven de Leijer, Karen Damen, Jonas Geirnaert, Wim Helsen, Geert Hoste, Margriet Hermans, Marc-Marie Huijbregts, Jeroom, Jani Kazaltzis, Kamal Kharmach, Jeroen van Koningsbrugge, Frances Lefebure, Lukas Lelie, Wim Opbrouck, Barbara Sarafian, Adriaan Van den Hoof, Rik Verheye, Gert Verhulst en Jan Jaap van der Wal.                                                | Afwisselende duo's gevormd uit Herman Brusselmans, Maaike Cafmeyer, Bart Cannaerts, James Cooke, Jelle De Beule, Stefaan Degand, Sven de Leijer, Karen Damen, Jonas Geirnaert, Wim Helsen, Geert Hoste, Margriet Hermans, Marc-Marie Huijbregts, Jeroom, Jani Kazaltzis, Kamal Kharmach, Jeroen van Koningsbrugge, Frances Lefebure, Lukas Lelie, Wim Opbrouck, Barbara Sarafian, Adriaan Van den Hoof, Rik Verheye, Gert Verhulst en Jan Jaap van der Wal.                                                |
| Seizoen 18 | 2020     | Afwisselende duo's gevormd uit Herman Brusselmans, Bart Cannaerts, James Cooke, Jelle De Beule, Rani De Coninck, Stefaan Degand, Sven de Leijer, Philippe Geubels, Wim Helsen, Margriet Hermans, Marc-Marie Huijbregts, Jeroom, Jani Kazaltzis, Katrin Kerkhofs, Kamal Kharmach, Frances Lefebure, Lukas Lelie, Soe Nsuki, Wim Opbrouck, Barbara Sarafian, Adriaan Van den Hoof, Rik Verheye, Gert Verhulst en Jan Jaap van der Wal.                                                                       | Afwisselende duo's gevormd uit Herman Brusselmans, Bart Cannaerts, James Cooke, Jelle De Beule, Rani De Coninck, Stefaan Degand, Sven de Leijer, Philippe Geubels, Wim Helsen, Margriet Hermans, Marc-Marie Huijbregts, Jeroom, Jani Kazaltzis, Katrin Kerkhofs, Kamal Kharmach, Frances Lefebure, Lukas Lelie, Soe Nsuki, Wim Opbrouck, Barbara Sarafian, Adriaan Van den Hoof, Rik Verheye, Gert Verhulst en Jan Jaap van der Wal.                                                                       |
| Seizoen 19 | 2021     | Afwisselende duo's gevormd uit Serine Ayari, Herman Brusselmans, Bart Cannaerts, James Cooke, Jelle De Beule, Stefaan Degand, Bockie De Repper, Jonas Geirnaert, Philippe Geubels, Margriet Hermans, Jennifer Heylen, Marc-Marie Huijbregts, Jeroom, Jani Kazaltzis, Frances Lefebure, Ella Leyers, Barbara Sarafian, Adriaan van den Hoof, Rik Verheye, Gert Verhulst en Jan Jaap van der Wal. | Afwisselende duo's gevormd uit Serine Ayari, Herman Brusselmans, Bart Cannaerts, James Cooke, Jelle De Beule, Stefaan Degand, Bockie De Repper, Jonas Geirnaert, Philippe Geubels, Margriet Hermans, Jennifer Heylen, Marc-Marie Huijbregts, Jeroom, Jani Kazaltzis, Frances Lefebure, Ella Leyers, Barbara Sarafian, Adriaan van den Hoof, Rik Verheye, Gert Verhulst en Jan Jaap van der Wal. |
| Seizoen 20 | 2022     | Afwisselende duo's gevormd uit Amelie Albrecht, Serine Ayari, William Boeva, Herman Brusselmans, Maaike Cafmeyer, James Cooke, Jelle De Beule, Koen De Bouw, Stefaan Degand, Sven de Leijer, Bockie De Repper, Pedro Elias, Philippe Geubels, Wim Helsen, Steven Van Herreweghe, Margriet Hermans, Jennifer Heylen, Jeroom, Jeroen van Koningsbrugge, Wim Opbrouck, Elodie Ouédraogo, Barbara Sarafian, Rik Verheye en Jan Jaap van der Wal.                                                               | Afwisselende duo's gevormd uit Amelie Albrecht, Serine Ayari, William Boeva, Herman Brusselmans, Maaike Cafmeyer, James Cooke, Jelle De Beule, Koen De Bouw, Stefaan Degand, Sven de Leijer, Bockie De Repper, Pedro Elias, Philippe Geubels, Wim Helsen, Steven Van Herreweghe, Margriet Hermans, Jennifer Heylen, Jeroom, Jeroen van Koningsbrugge, Wim Opbrouck, Elodie Ouédraogo, Barbara Sarafian, Rik Verheye en Jan Jaap van der Wal.                                                               |
| Seizoen 21 | 2023     | Afwisselende duo's gevormd uit Amelie Albrecht, William Boeva, Herman Brusselmans, Bart Cannaerts, Maaike Cafmeyer, James Cooke, Jelle De Beule, Stefaan Degand, Sven de Leijer, Bockie De Repper, Soundos El Ahmadi, Pedro Elias, Tine Embrechts, Frank Focketyn, Jonas Geirnaert, Philippe Geubels, Wim Helsen, Steven Van Herreweghe, Jennifer Heylen, Jeroom, Jeroen van Koningsbrugge, Ella Leyers, Barbara Sarafian, Rik Verheye en Jan Jaap van der Wal.                                            | Afwisselende duo's gevormd uit Amelie Albrecht, William Boeva, Herman Brusselmans, Bart Cannaerts, Maaike Cafmeyer, James Cooke, Jelle De Beule, Stefaan Degand, Sven de Leijer, Bockie De Repper, Soundos El Ahmadi, Pedro Elias, Tine Embrechts, Frank Focketyn, Jonas Geirnaert, Philippe Geubels, Wim Helsen, Steven Van Herreweghe, Jennifer Heylen, Jeroom, Jeroen van Koningsbrugge, Ella Leyers, Barbara Sarafian, Rik Verheye en Jan Jaap van der Wal.                                            |
| Seizoen 22 | 2024     | Afwisselende duo's gevormd uit Alex Agnew, Amelie Albrecht, Guga Baúl, William Boeva, Herman Brusselmans, Bart Cannaerts, James Cooke, Jelle De Beule, Stefaan Degand, Sven de Leijer, Bockie De Repper, Soundos El Ahmadi, Pedro Elias, Tine Embrechts, Jonas Geirnaert, Philippe Geubels, Wim Helsen, Steven Van Herreweghe, Jennifer Heylen, Jeroom, Joost Klein, Jeroen van Koningsbrugge, Ella Leyers, Gover Meit, Lieven Scheire, Manu Van Acker, Rik Verheye, Jan Jaap van der Wal en Wim Willaert. | Afwisselende duo's gevormd uit Alex Agnew, Amelie Albrecht, Guga Baúl, William Boeva, Herman Brusselmans, Bart Cannaerts, James Cooke, Jelle De Beule, Stefaan Degand, Sven de Leijer, Bockie De Repper, Soundos El Ahmadi, Pedro Elias, Tine Embrechts, Jonas Geirnaert, Philippe Geubels, Wim Helsen, Steven Van Herreweghe, Jennifer Heylen, Jeroom, Joost Klein, Jeroen van Koningsbrugge, Ella Leyers, Gover Meit, Lieven Scheire, Manu Van Acker, Rik Verheye, Jan Jaap van der Wal en Wim Willaert. |

## Kijkcijfers
| Seizoen    | Looptijd                    | Afleveringen | Gem. kijkcijfer | Hoogste kijkcijfer |
| ---------- | --------------------------- | ------------ | --------------- | ------------------ |
| Seizoen 1  | 1 sep. 2003 - 16 okt. 2003  | 28           | 462.300         | 777.500 (finale)   |
| Seizoen 2  | 12 apr. 2004 - 3 jun. 2004  | 32           | 674.400         | 851.000 (finale)   |
| Seizoen 3  | 30 aug. 2004 - 21 okt. 2004 | 32           | 787.500         | 1.193.200 (finale) |
| Seizoen 4  | 29 aug. 2005 - 20 okt. 2005 | 32           | 863.200         | 1.270.400 (finale) |
| Seizoen 5  | 11 dec. 2006 - 1 feb. 2007  | 32           | 1.112.700       | 1.515.300 (finale) |
| Seizoen 6  | 1 okt. 2007 - 22 nov. 2007  | 32           | 959.300         | 1.515.200 (finale) |
| Seizoen 7  | 8 dec. 2008 - 5 feb. 2009   | 34           | 1.416.800       | 2.126.500 (finale) |
| Seizoen 8  | 7 dec. 2009 - 28 jan. 2010  | 30           | 1.451.900       | 1.884.300 (finale) |
| Seizoen 9  | 6 dec. 2010 - 27 jan. 2011  | 32           | 1.649.100       | 1.974.800 (finale) |
| Seizoen 10 | 17 sep. 2012 - 22 nov. 2012 | 40           | 836.100         | 1.135.700 (finale) |
| Seizoen 11 | 2 sep. 2013 - 31 okt. 2013  | 36           | 813.000         | 1.171.000 (finale) |
| Seizoen 12 | 14 okt. 2014 - 18 dec. 2014 | 39           | 940.600         | 1.453.900 (finale) |
| Seizoen 13 | 12 okt. 2015 - 17 dec. 2015 | 40           | 1.027.700       | 1.446.200 (finale) |
| Seizoen 14 | 17 okt. 2016 - 22 dec. 2016 | 40           | 1.197.000       | 1.506.997 (finale) |
| Seizoen 15 | 16 okt. 2017 - 21 dec. 2017 | 40           | 1.111.200       | 1.317.724 (finale) |
| Seizoen 16 | 15 okt. 2018 - 20 dec. 2018 | 38           | 849.020         | 1.255.657 (finale) |
| Seizoen 17 | 14 okt. 2019 - 19 dec. 2019 | 40           | 1.210.000       | 1.513.396 (finale) |
| Seizoen 18 | 12 okt. 2020 - 17 dec. 2020 | 40           | 1.342.863       | 1.879.872 (finale) |
| Seizoen 19 | 18 okt. 2021 - 23 dec. 2021 | 40           | 1.011.603       | 1.215.451 (finale) |
| Seizoen 20 | 5 sep. 2022 - 10 nov. 2022  | 40           | 1.045.000       | 1.209.458 (finale) |
| Seizoen 21 | 16 okt. 2023 - 21 dec. 2023 | 40           | 1.206.000       | 1.407.262 (finale) |
| Seizoen 22 | 14 okt. 2024 - 19 dec. 2024 | 40           | 748.363         | 1.076.185 (finale) |

## Prijzen
Het programma kreeg zowel in 2008, 2009 en 2010 de Vlaamse Televisie Ster voor Beste Entertainmentprogramma uitgereikt door de Vlaamse Televisie Academie. Daarenboven stemden kijkers het programma op het gala van 27 maart 2009 tot Populairste Televisieprogramma van 2008. Het programma werd in 2008 en 2009 ook bekroond met Humo's Prijs van de Kijker.

## Het Slimste Mens-effect
Het programma nodigt vaak Vlaamse en Nederlandse deelnemers uit die nog geen grote bekendheid genieten in Vlaanderen. Sommigen krijgen door hun deelname een serieuze duw in hun carrière, wat wel eens het Slimste Mens-effect wordt genoemd. Bijvoorbeeld voor de Vlaamse politicus Bart De Wever betekende zijn deelname in 2008 een reuzensprong in bekendheid, waar volgens hem een politicus normaal gezien járen over zou doen. Een ander voorbeeld is de Nederlandse comédienne Soundos El Ahmadi, die al een grote carrière had uitgebouwd in haar land vooraleer ze deelnam aan De Slimste Mens ter Wereld in 2023. Pas daarna kwam ze ook in Vlaanderen geregeld optreden in vaak uitverkochte shows. De plotse grote bekendheid door het Slimste Mens-effect was dan weer voor andere kandidaten soms onverwacht en als een negatief ervaren.

## De Slimste Ploeg ter Wereld (2023)
Op 20 oktober 2023 startte een spin-off van De Slimste Mens ter Wereld over de slimste ploeg van het land. In totaal namen 1.123 ploegen deel aan de verschillende voorrondes. De winnaar van elke voorronde mocht terugkeren in de finale op 16 december 2023. Eindwinnaar daar werd team Bruudruuster uit Lommel en Mol. De presentatie was in handen van Bart Cannaerts, Jan Jaap van der Wal en Pedro Elias. De oorkonde werd uitgereikt door Erik Van Looy.

## De Slimste Mens Ter Wereld: The Nerd Edition (2024 & 2025)
Sinds 2024 startte het Nerdland-festival een live spin-off van De Slimste Mens ter Wereld. Deze liveversie werd gepresenteerd door Erik Van Looy zelf en gejureerd door o.a. Lieven Scheire en een gastjurylid (in 2024 Jonas Geirnaert en in 2025 Bart Cannaerts). In de eerste editie in het jaar 2024 waren Freek Braeckman, Sofie Lemaire en Bart Cannaerts de kandidaten. Cannaerts won deze editie. In het jaar daarop kwam er een tweede editie met Sabine Hagedoren, Jens Dendoncker en Daphne Agten als kandidaten. Dendoncker werd deze editie de eindwinnaar. Dit alles ter afsluiting van het Nerdlandfestival met aangepaste Nerdlandvragen over wetenschap, technologie etc.

## Internationale versies

### Nederlandse versie
Een Nederlandse versie van het programma werd de eerste twee seizoenen in 2006 uitgezonden op Talpa. In 2009 kwam een nieuw seizoen op RTL 4, onder de titel De Slimste. De NCRV zendt het programma vanaf 23 juli 2012 twee keer per jaar (eenmaal in de zomer en eenmaal in de winter) uit onder de naam De Slimste Mens met Philip Freriks als presentator en met Maarten van Rossem als enig jurylid. De winnaar krijgt geen oorkonde, maar een trofee, die wordt uitgereikt door de winnaar van het voorgaande seizoen. Deze Nederlandse versie duurt per seizoen 6 in plaats van 8 weken met slechts één finaleweek (de laatste week) en de quiz wordt in Nederland vijf keer per week uitgezonden.
In Nederland is de ronde Galerij er vanaf reeks 7. In tegenstelling tot de Vlaamse versie worden in de Nederlandse versie acht foto's getoond in plaats van tien en worden de antwoorden die al zijn gegeven tijdens het aanvullen in een lijstje getoond, wat het voor de anderen makkelijker maakt om de reeks aan te vullen als nog niet alle foto's zijn herkend. Verder worden als iedereen aan bod is geweest alleen de foto's doorgelopen die niet zijn herkend in plaats van alle foto's. Een ander verschil is dat de kandidaten maximaal zeven afleveringen mogen blijven zitten. In Vlaanderen is er geen maximum. Verder ontbreken in de ronde 3-6-9 de "doe"-vraag en "gok"-vraag. Voor de rest is de programmaopzet gelijk aan de Vlaamse versie.
Tijdens het winterseizoen 2022-2023 was presentator Erik van Looy een van de deelnemers bij de Nederlandse versie.

### Duitse versie
Op 1 augustus 2022 startte op de Duitse zender  RTL de Duitse versie van het programma, onder de naam Der unfassbar schlauste Mensch der Welt. Anders dan in de Vlaamse versie telt het eerste seizoen in Duitsland slechts twaalf afleveringen. De presentator wasHans Sigl, die werd bijgestaan door de juryleden Jana Azizi en Pierre M. Krause. Na één seizoen hield deze versie ermee op.